# High Fotherley
High Fotherley var en civil parish 1866–1955 när det uppgick i Healey, i grevskapet Northumberland i England. Civil parish var belägen 7 km från Corbridge och hade 53 invånare år 1951.